# اینفینیتی کیوایکس۳۰

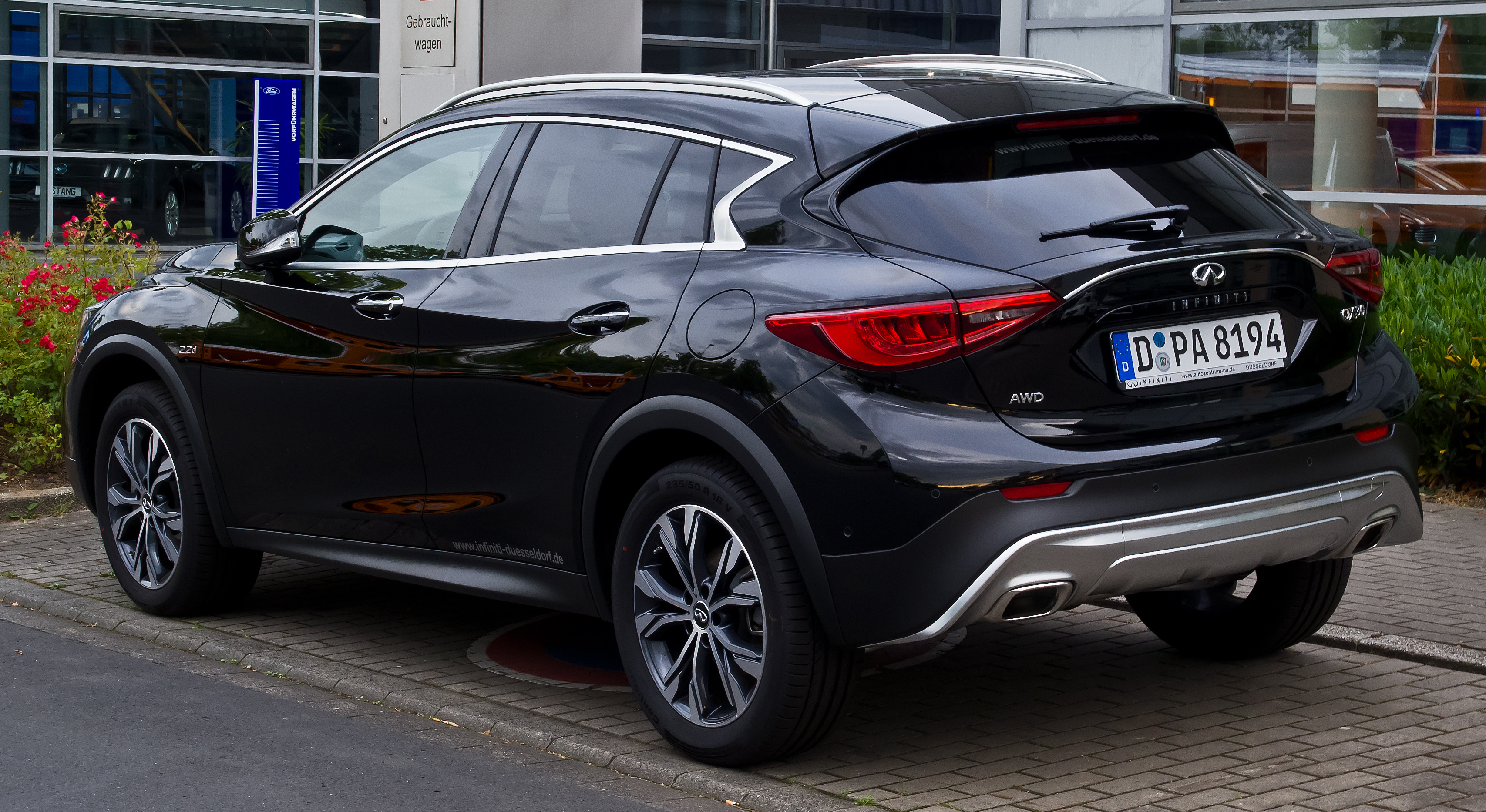
نمای عقب اینفینیتی کیوایکس۳۰

اینفینیتی کیوایکس۳۰ یک خودرو در کلاس کراس اوور کوچک است که توسط کمپانی نیسان و با نشان اینفینیتی از سال ۲۰۱۶ تولید شده‌است. این خودرو بر اساس اینفینیتی کیو۳۰ تولید شده‌است و تفاوت آن با کیو۳۰ ارتفاع بیشتر کیوایکس۳۰ است. تولید این خودرو در اواسط ۲۰۱۹ متوقف شد چراکه این برند در آن زمان از بازار اروپا خارج شد.